# 河東町金田
河東町金田（かわひがしまち かねだ）は、福島県会津若松市の大字である。郵便番号は969-3462。

## 地理
会津若松市北部の河東地区（旧河沼郡河東町域）に属する。北で河東町浅山、東で河東町八田、南東で一箕町大字鶴賀、一箕町大字松長、南西で河東町倉橋、北西で河東町広田とそれぞれ隣接する。概ね町村制施行以前の河沼郡金田村の流れを汲む地域である。河東地区南部に位置し、一級水系阿賀野川水系大工川と金田川の流域の一部を主な範囲とする。中央部を国道49号、東部を磐越自動車道、西端部をJR磐越西線郡山方面がそれぞれ縦断する。会津盆地東端部に位置し、東部に山林が広がるほかは平地に水田が広がり、北部の塩庭や駒板、上ノ山下、南部の藤倉新田などの字に集落が点在するほか、南部の東台には新興住宅地が立地する。

### 主な字
字
- 牛ヶ墓甲
- 金沢
- 金沢道上丁
- 金田丙
- 金田戊
- 上ノ山下
- 上ノ山下戊
- 上ミノワ丙
- 川窪
- 勘作
- 勘作乙

- 九ツオサ丙
- 腰巻甲
- 駒板
- 駒板丙
- 午房
- 佐ノ道北甲
- 塩庭
- 下駒板
- 新田南甲
- 新堀下巳
- 壇ノ前乙

- 壇ノ南
- 長言寺乙
- 中田
- 中田道上丙
- 中道
- 長坂
- 長坂庚
- 西原
- 西原乙
- 西原甲
- 二本木原巳

- 畑ヶ田
- 畑ヶ田甲
- 蜂山道下戊
- 火明戊
- 東台
- 東原甲
- 広面
- 藤倉新田
- 古川
- 松窪
- 松窪丙

- 向四百苅丙
- 村中
- 村西丙
- 村東丙
- 村前
- 村前甲
- 谷地田
- 谷地田丙
- 山神
- 寄ノ内庚

### 山岳
- 七曲山

### 河川・湖沼
一級水系阿賀野川水系
- 大工川
- 金山川

## 歴史
- 1875年 - 林分、塩庭村、駒板村、古川分、浅野新村、駒板新田、界新田が統合され金田村が発足する。
- 1879年1月27日 - 金田村が福島県内における郡区町村制の施行により河沼郡の村となる。
- 1889年4月1日 - 町村制の施行により金田村が周辺7村と合併し日橋村が発足する。旧金田村域は日橋村の大字となる。
- 1957年4月1日 - 日橋村が堂島村と合併して河東村が発足し、河東村の大字となる。
- 1978年4月1日 - 河東村が町制施行し、河東町の大字となる。
- 2005年11月1日 - 河東町が会津若松市に編入され、会津若松市の大字となる。

## 世帯数と人口
2024年1月1日現在の世帯数と人口は以下の通りである。
| 大字       | 世帯数  | 人口  |
| ---------- | ------- | ----- |
| 河東町金田 | 232世帯 | 626人 |

## 小・中学校の学区
市立小・中学校に通う場合、学区は以下の通りとなる。
| 番地 | 小学校                       | 中学校                       |
| ---- | ---------------------------- | ---------------------------- |
| 全域 | 会津若松市立河東学園前期課程 | 会津若松市立河東学園後期課程 |

## 交通

### 鉄道
JR東日本
- 磐越西線

### 道路
- 磐越自動車道
- 国道49号滝沢バイパス
  - 大工川橋
  - 駒板橋
- 福島県道64号会津若松裏磐梯線（南東端の一部をかすめる）

## 施設
- 塩庭多目的集落センター
- 界野多目的集落センター
- 東台団地コミュニティセンター
- フジゴルフ練習場
- 法雲寺
- 稲荷神社
- 八幡神社
- 古峯神社
- 天照皇大神宮（伊勢神社）
- 駒板新田横穴墓群